# Ніколае Йорга
Ніколае Йорга (рум. Nicolae Iorga; 17 січня 1871, Ботошані — 27 листопада 1940, Стрежнік) — румунський історик, літературний критик, мемуарист, драматург, поет і політичний діяч.
Він закінчив Ясський університет, продовжив навчання у Парижі і Лейпцизі, де захистив докторську дисертацію. У 1894 році Йорга був призначений професором світової історії в Університеті Бухареста.
У 1890 році вступив до Соціал-демократичної партії, але він залишив її після 10 років, і попрямував до націоналізму. У 1910 році став одним із засновників Національно-демократичної партії. Обіймав посаду прем'єр-міністра Румунії з 19 квітня 1931 по 6 червня 1932. У 1933 році виступив проти співпраці з Гітлером. Він також висловився проти прийняття влітку 1940 року ультиматуму Москви щодо приєднання Бессарабії і Північної Буковини до СРСР. Він був убитий членами фашистської організації Залізна Гвардія, яка визнала його винним у смерті свого лідера Корнеліу Кодряну у 1938 році.
Його портрет був поміщений на румунській банкноті номіналом 1 лей.